# 동유운동
동유운동(東遊運動, 베트남어: Phong trào Đông Du)은 청나라의 개혁 운동에 영향을 받아 판보이쩌우가 베트남 유신회를 조직하고 청년들을 일본에 유학시킨 근대적인 개혁을 추진한 운동이다.

## 전개
이 운동으로 1905년부터 1908년에 걸쳐 200명 이상의 청년이 일본으로 비밀 유학을 갔다.

## 소멸
1907년의 일·프 협약 이후 프랑스 식민주의와 결합한 일본 관헌의 탄압에 의해 1909년에 괴멸되었다.

## 같이 보기
- 베트남 유신회
- 유신운동
- 통킹 의숙 운동
- 판보이쩌우